# Istiblennius
Istiblennius is een geslacht van straalvinnige vissen uit de familie van naakte slijmvissen (Blenniidae). Het geslacht is voor het eerst wetenschappelijk beschreven in 1943 door Whitley.

## Soorten
- Istiblennius bellus (Günther, 1861)
- Istiblennius colei (Herre, 1934)
- Istiblennius dussumieri (Valenciennes, 1836)
- Istiblennius edentulus (Forster & Schneider, 1801)
- Istiblennius flaviumbrinus (Rüppell, 1830)
- Istiblennius lineatus (Valenciennes, 1836)
- Istiblennius meleagris (Valenciennes, 1836)
- Istiblennius muelleri (Klunzinger, 1879)
- Istiblennius pox Springer & Williams, 1994
- Istiblennius rivulatus (Rüppell, 1830)
- Istiblennius spilotus Springer & Williams, 1994
- Istiblennius steindachneri (Pfeffer, 1893)
- Istiblennius unicolor (Rüppell, 1838)
- Istiblennius zebra (Vaillant & Sauvage, 1875)